# Carrare (Italie)
Pour les articles homonymes, voir Carrare et Carrara.
Carrare (en italien Carrara) est une ville d'environ 65 000 habitants, située dans la province de Massa-Carrara en Toscane, située entre le nord et le centre de l'Italie.
La ville de Carrare est mondialement connue pour ses carrières de marbre exploitées depuis l'époque romaine.

## Géographie

### Localisation

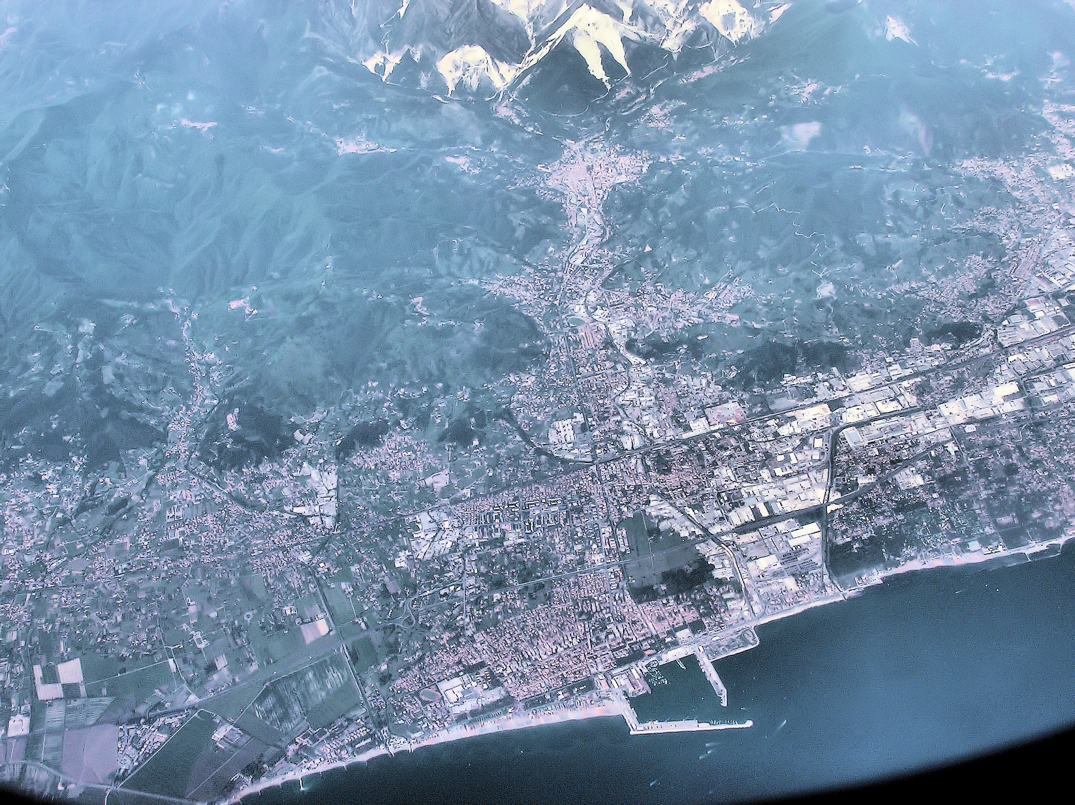
Vue aérienne de Carrare, photo prise à 10000 mètres de haut.

Située sur le flanc des Alpes apuanes, entre les Apennins et la mer Ligure, la ville s'est développée entre son centre-ville historique et le bord de mer industrialisé et touristique.
De haut en bas, sur la photographie :
- le massif montagneux avec les affleurements de marbre dus aux carrières ;
- la ville traversée par le torrent Carrione ;
- la Marina de Carrare sur le bord de mer.

### Hameaux
Les frazioni de Carrare sont Avenza, Bedizzano, Bergiola, Castelpoggio, Codena, Colonnata, Fontia, Fossola, Gragnana, Marina di Carrara, Miseglia, Noceto, Sorgnano et Torano.

### Communes limitrophes
Les communes attenantes à Carrare sont : Fivizzano, Fosdinovo, Massa, Ortonovo (La Spezia) et Sarzana (La Spezia).

## Histoire

### Préhistoire et époque romaine
Les premières traces d'occupation humaine du territoire remontent au IXe siècle av. J.-C. La région est habitée par les Apuani et est soumise par les Romains au IIe siècle av. J.-C., sous le commandement de Publius Cornelius Cethegus et de Marcus Baebius Tamphilus. Les Romains établissent le port de Luna, en partie pour transporter le marbre des carrières de Torano (Carrare) (it), 
Miseglia (it), et Colonnata (Carrare).

### Époque médiévale
Le territoire de la commune est possession byzantine, puis lombarde, avant d'être donné en 963 par Otton Ier à l'évêché de Luni. Au XIVe siècle, la ville passe successivement sous contrôle des républiques de Pise, Lucques, Florence, et finalement aux Visconti jusqu'en 1402.

### De la Renaissance auXXesiècle

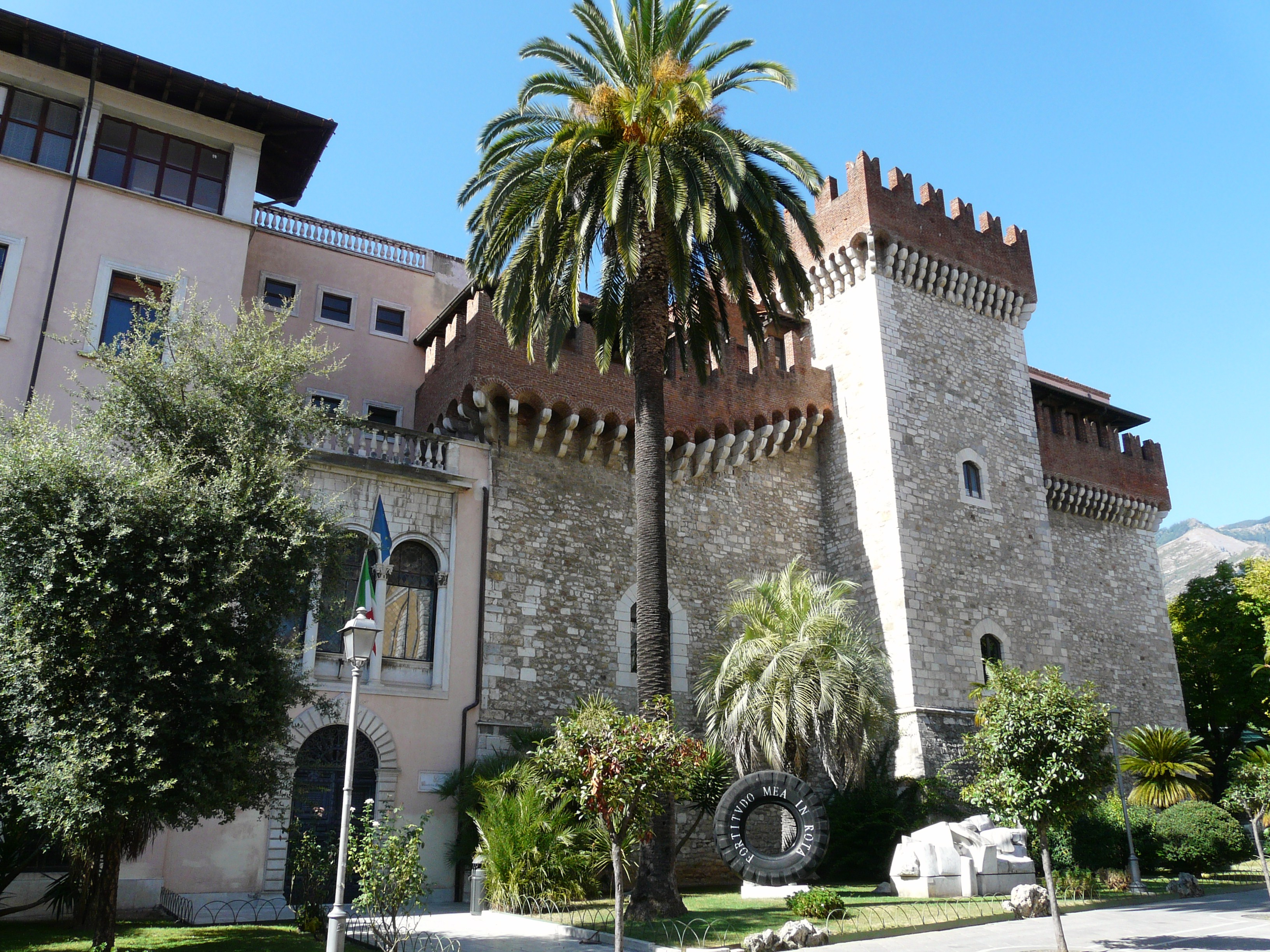
Palais Cybo Malaspina.

À la fin du XVe siècle, Carrare passe aux Malaspina qui prennent le titre de seigneurs de Carrare. Dans les années qui suivent, par le jeu des alliances et des mariages, Carrare fait partie du duché de Massa et Carrare. Au milieu du XVIIIe siècle, la jeune souveraine Marie-Thérèse Cibo de Malaspina se consacre aux réformes économiques et au développement culturel de la ville, avec en particulier la fondation de l'Académie des beaux-arts de Carrare.
En 1796, les villes de Carrare et Massa sont annexées par Napoléon à la République cispadane, à la République cisalpine en 1797, à la République italienne en 1802, et au royaume d'Italie en 1805. En 1806, le duché de Massa et Carrare passe sous le contrôle de la principauté de Lucques et Piombino, donnée par Napoléon à sa sœur Élisa Bonaparte et à son mari. À la suite du congrès de Vienne (1815), Carrare redevient principauté avec à sa tête Marie-Béatrice d'Este, duchesse de Massa et princesse de Carrare. En 1829, à la mort de cette dernière, le petit état est annexé au duché de Modène et Reggio, possession de son fils François IV de Modène.
En 1861, avec l'unification italienne, Carrare fait partie du royaume d'Italie (1861-1946), puis, en 1946, de la République italienne.

### Mouvement syndical, anarchisme et fascisme auXXesiècle

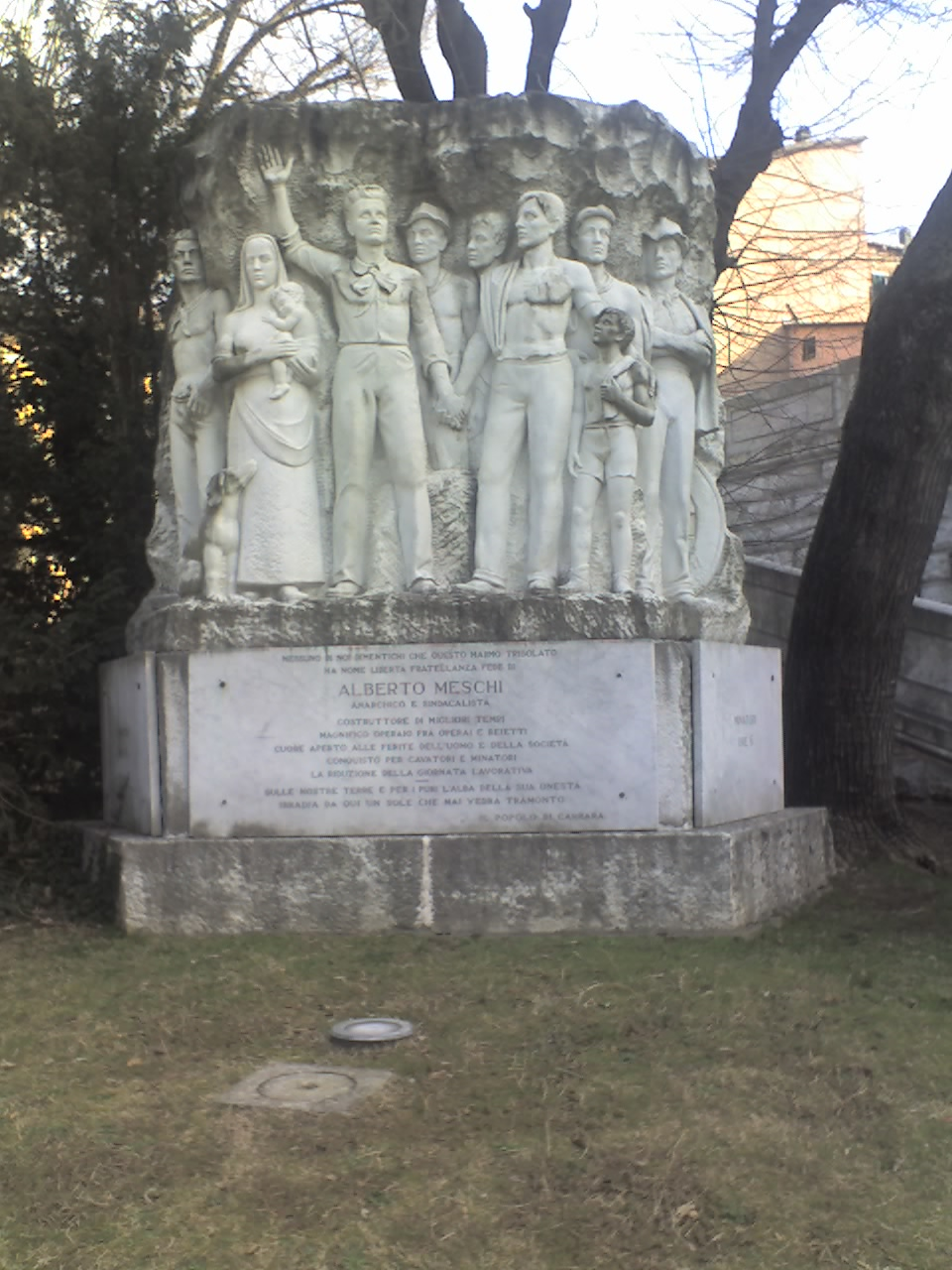
Monument à Alberto Meschi, place Antonio-Gramsci à Carrare.

À la fin du XIXe siècle et au début du XXe siècle, les ouvriers des carrières de marbre sont parmi les premiers en Europe à s’organiser pour obtenir de meilleures conditions de travail. En 1913, les carriers, soutenus par le syndicaliste et anarchiste Alberto Meschi (it), obtiennent une réduction de leurs heures de travail journalier de douze à six heures et demie. Le texte du piédestal du monument à Alberto Meschi, place Antonio-Gramsci, rappelle son rôle dans les luttes ouvrières de la ville : 
« Nessuno di noi dimentichi  che questo marmo tribolato / ha nome libertà fratellanza fede di / Alberto Meschi / anarchico e sindacalista / costruttore di tempi migliori / magnifico operaio fra operai e reietti  / cuore aperto alle ferite dell'uomo e della società / conquistò per cavatori e minatori / la riduzione della giornata lavorativa / sulle nostre terre / e per i puri all'alba della sua onestà / irradia da qui un sole che non vedrà mai tramonti /  il popolo di Carrara. »
La chute des commandes en raison de la Première Guerre mondiale et l’absence de reconversion en industrie de guerre met la population ouvrière de Carrare dans une situation particulièrement précaire. En mars 1920, la camera del lavoro (organisation syndicale) demande une augmentation de salaire pour les ouvriers du marbre. L'augmentation est accordée après la grève du 11 avril 1920.
Parallèlement au développement de l'organisation syndicale, le mouvement anarchiste s'implante à Carrare à la fin du XIXe siècle, le premier en Italie. En 1894, les actions du mouvement donnent lieu à de violentes confrontations avec les autorités, qui se poursuivent au XXe siècle pendant la période fasciste.
La fin de la Première Guerre mondiale est marquée par le retour de l'activité syndicale et par l'arrivée du mouvement fasciste dans la région. En mai 1921, un groupe fasciste est créé à Carrare, dirigé par Renato Ricci (it), natif de la ville, et soutenu par les chefs d'entreprise. S'ensuit une série de conflits entre les groupes fascistes d'une part et les socialistes, communistes et anarchistes d'autre part. Les locaux syndicaux sont saccagés, les documents brûlés, les anti-fascistes attaqués ou assassinés. En 1922, la camera del lavoro est supprimée. En novembre de la même année, le parti fasciste gagne les élections municipales. Le mouvement ouvrier passe aux mains du syndicalisme fasciste.
Le mouvement anarchiste passe dans la clandestinité dans les années du fascisme. Il ne disparaît cependant pas et c'est à Carrare qu'en septembre 1945 est créée la FAI (Fédération anarchiste italienne). La Biblioteca Archivio Germinal, ouverte à la fin du XXe siècle dans la ville, conserve et diffuse les documents sur les luttes ouvrières, la résistance antifasciste et la FAI dans la région de Massa et Carrare.

## Démographie
| 1861   | 1871   | 1881   | 1901   |
| ------ | ------ | ------ | ------ |
| 18 344 | 23 326 | 30 143 | 41 919 |

| 1911   | 1921   | 1931   | 1936   |
| ------ | ------ | ------ | ------ |
| 49 492 | 53 292 | 58 769 | 59 031 |

| 1951   | 1961   | 1971   | 1981   |
| ------ | ------ | ------ | ------ |
| 62 287 | 64 901 | 67 758 | 68 702 |

| 1991   | 2001   | 2011   | 2022   |
| ------ | ------ | ------ | ------ |
| 67 197 | 65 034 | 64 689 | 60 309 |

## Administration
| Période                                  | Période  | Identité       | Étiquette | Qualité |
| ---------------------------------------- | -------- | -------------- | --------- | ------- |
| 2002                                     | 2007     | Giulio Conti   |           |         |
| 2007                                     | En cours | Angelo Zubbani | SDI       |         |
| Les données manquantes sont à compléter. |          |                |           |         |

### Jumelages
- Grasse (France) depuis 1995
- Erevan (Arménie)
- Ingolstadt (Allemagne)
- Novelda (Espagne)
- Opole (Pologne)

## Économie

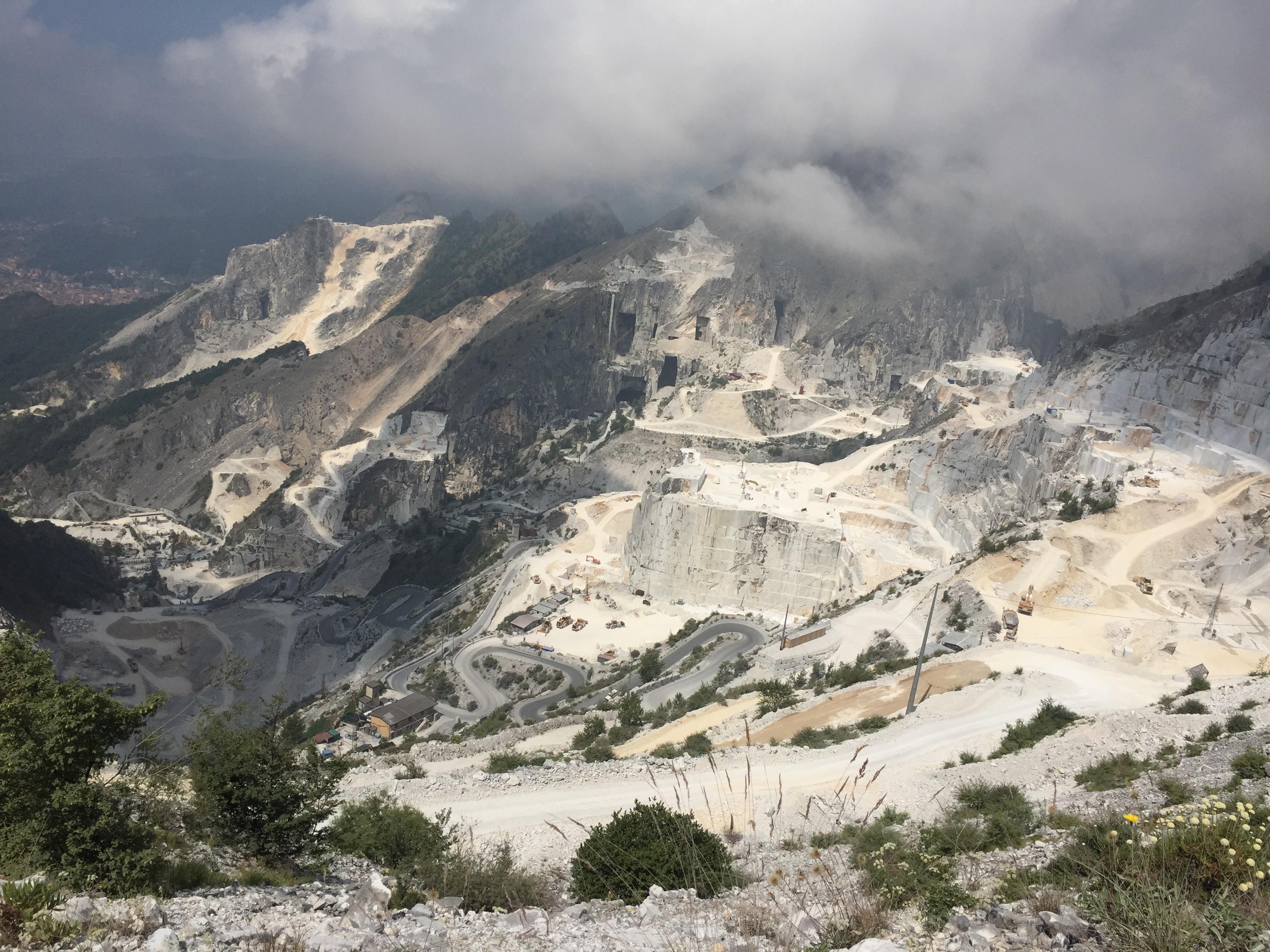
Carrières de marbre de Carrare.

L'économie de la ville repose sur l'exploitation de ses carrières de marbre, très blanc et à grain fin, dont les blocs sont utilisés en sculpture et en architecture depuis l'Antiquité romaine. De plus en plus, la surexploitation des carrières est à destination de la production de carbonate de calcium.

## Culture
- Une de ses frazioni, nommée Colonnata, produit une charcuterie connue sous la dénomination de Lardo di Colonnata, qui bénéficie depuis 2004 du label européen IGP.
- La biennale internationale de sculpture s'y est déroulée de 1957 à 2010, attirant des artistes du monde entier pour venir sculpter le marbre local[8].
- La ville se situe à 3 km de la cité antique de Luni, port important sous l'Empire romain par où transitait le marbre.

## Monuments et patrimoine

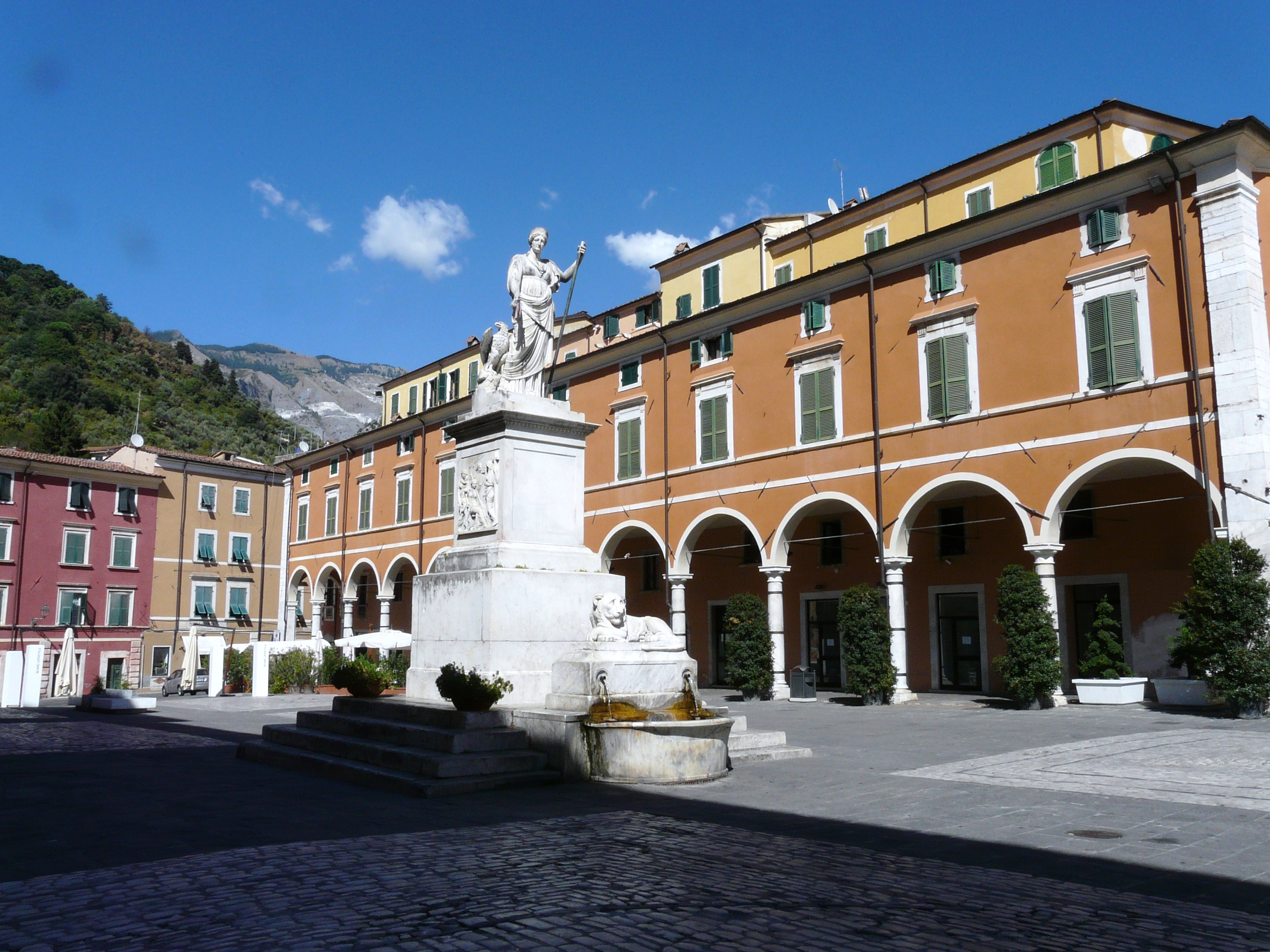
Place Alberica.

- Le Duomo, édifice roman-gothique (XIe siècle-XIVe siècle) construit en marbre de Carrare, d'influence  pisane : il présente des arcades et une splendide rosace au centre de la façade[9].
- Le palais Cybo-Malaspina, siège de l'Académie des beaux-arts depuis 1810, sur décision d'Élisa Bonaparte[10].
- La place Alberica (it) avec la fontaine du Lion surmontée de la statue de Marie-Béatrice d'Este[11].
- La place Antonio-Gramsci (it).
- Les carrières de marbre : on peut en visiter certaines notamment celle de Fantiscritti. Nombre d'œuvres et de monuments mondialement connus proviennent de ces carrières, comme le David de Michel-Ange ou la tour de Pise[12].

## Sports
- Le club de football de Carrare : Carrarese Calcio.

## Personnalités liées à Carrare
Personnalités nées à Carrare
- Pietro Tacca (1577-1640), sculpteur italien, représentant du style baroque
- Pellegrino Rossi, M. comte Rossi, (1787-1848), économiste, homme politique, professeur, diplomate et juriste italien naturalisé français
- Pietro Tenerani (1789-1869), sculpteur italien
- Nicolas Raggi (1790-1862), sculpteur français
- Benedetto Cacciatori (1794-1871), sculpteur italien
- Carlo Chelli (1807-1877), sculpteur italien
- Gino Lucetti (1900-1943), anarchiste italien
- Achille Piccini (1911-1995), footballeur italien
- Gianluigi Buffon (1978-), footballeur international (gardien de but)
- Francesco Gabbani (1982-), auteur-compositeur-interprète
- Federico Bernardeschi (1994-), footballeur international
- Irama né Filippo Maria Fanti (1995-), chanteur italien
- Lorenzo Musetti (2002-), joueur de tennis professionnel

Personnalités ayant vécu à Carrare et ayant contribué à l'essor de la ville
- William Walton (1796-1872), entrepreneur anglais, arrivé à Carrare en 1840 et ayant introduit de nouvelles méthodes de traitement du marbre[13].

## Honneur
L'astéroïde (214928) Carrara est nommé en son honneur.